# 9 Monocerotis
9 Monocerotis är en blåvit stjärna i huvudserien i Enhörningens stjärnbild.
Stjärnan har visuell magnitud +6,47 och befinner sig därmed precis på gränsen till vad som går att se för blotta ögat vid mycket god seeing. 9 Monocerotis befinner sig på ett avstånd av ungefär 935 ljusår.